# 武井壯

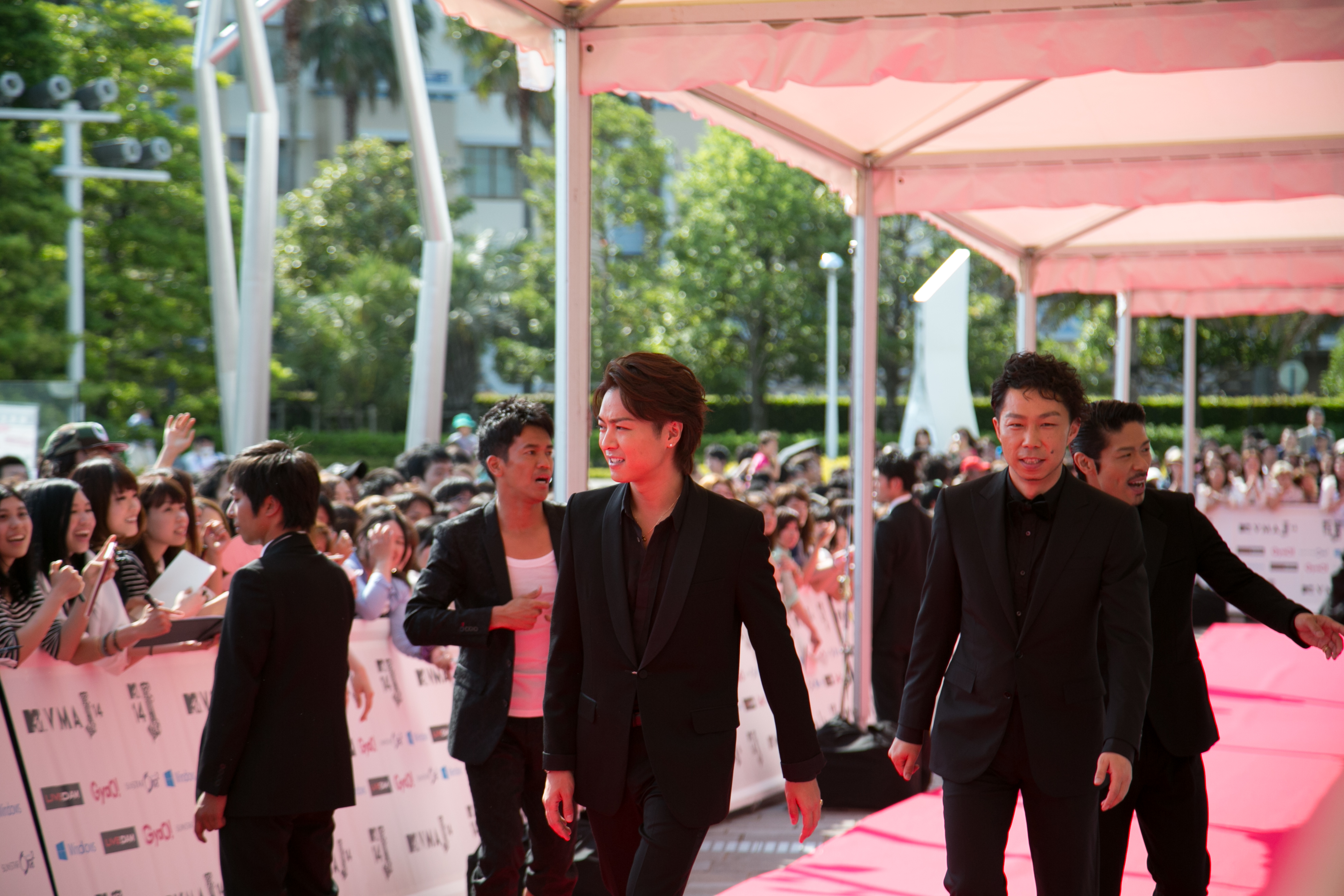
2014年6月

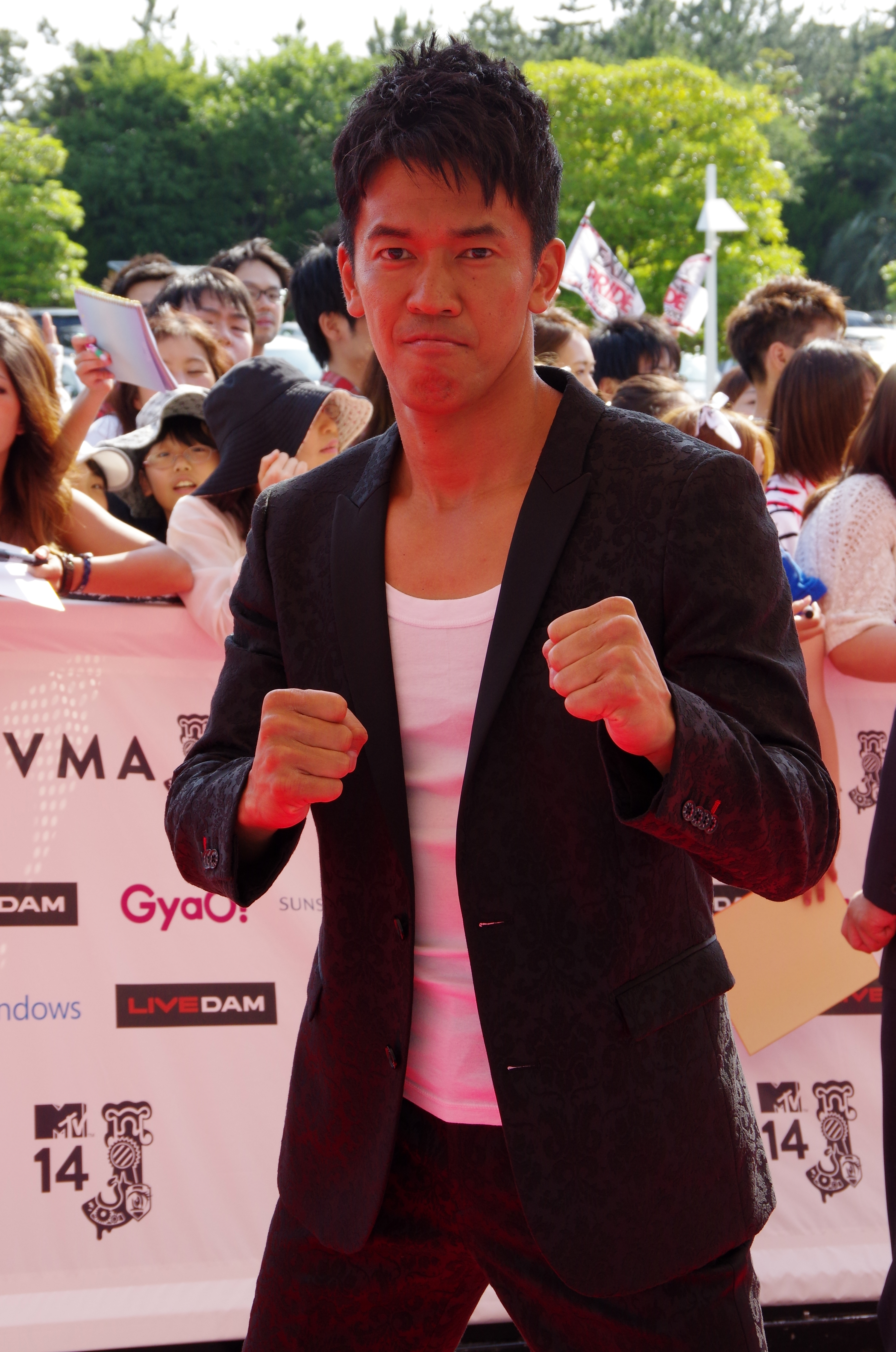
2014年6月

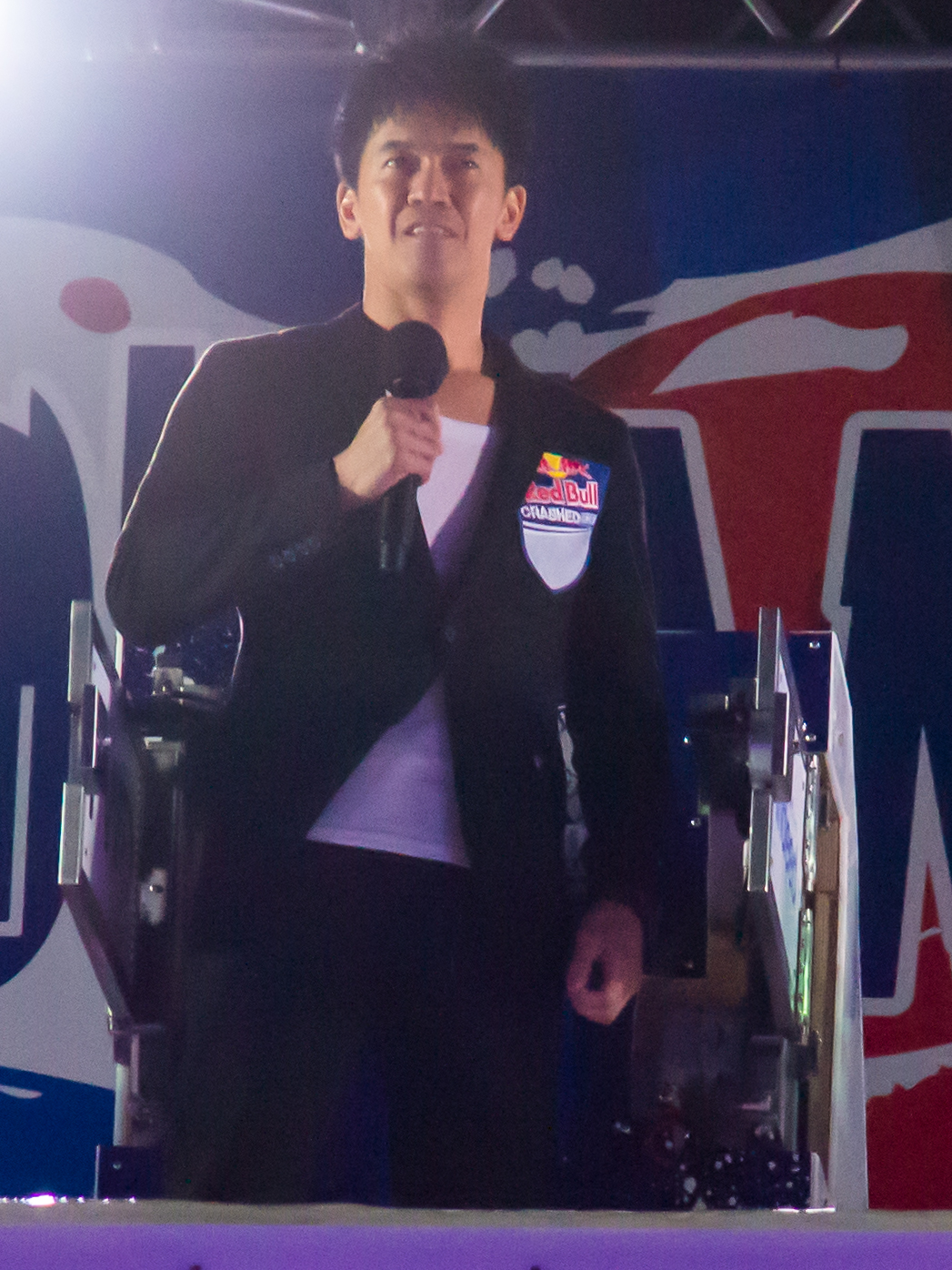
2018年12月

武井壯（日语：／ Takei Sou，1973年5月6日—），日本男子田徑運動員，1997年（第81屆）日本陸上競技選手權大會十項混合運動冠軍。2001年，武井壯曾到臺灣，擔任中華職棒中信鯨隊客座教練。武井壯現為著名藝人，活躍於電影、藝能、戲劇節目。

## 外部連結
- 武井壯的Facebook專頁
- 武井壯的X（前Twitter）
- 武井壯的Instagram帳戶